# Zemské volby v Čechách leden 1867
Zemské volby v Čechách v lednu 1867 byly volby konané v Českém království 24. a 30. ledna a 4. a 5. února 1867, kterými byli zvoleni poslanci Českého zemského sněmu coby zákonodárného sboru zemské samosprávy v rámci ústavního systému Rakouského císařství. Byly vypsány císařem s cílem obeslat mimořádnou Říšskou radu (celostátní parlament), která měla schválit chystané rakousko-uherské vyrovnání. Výsledek hlasování přinesl vítězství federalistické české reprezentaci, která odmítala rakousko-uherské vyrovnání a trvala na respektování státoprávní odlišnosti Čech.

## Dobové souvislosti
V roce 1861 došlo v Rakousku k obnovení parlamentního a ústavního systému vlády. Po celá 60. léta pak Rakouské císařství prožívalo polemiky okolo státoprávního uspořádání státu. Česká občanská politická reprezentace (Národní strana neboli staročeši) a česká historická šlechta (Strana konzervativního velkostatku) trvala na federativním pojetí Rakouska, v jehož rámci měly Čechy a české země tvořit samostatný útvar, volně spojený s dalšími historickými entitami. Podobné federalistické postoje panovaly i mezi Poláky v Haliči a hlavně v Uhersku, které zcela odmítalo uznat legitimitu únorové ústavy z roku 1861, trvalo na zachování uherského státu a odmítalo koncepci unitárního rakouského státu. Rakouské císařství bylo kromě odporu Uherska paralyzováno i mezinárodními událostmi, když v roce 1866 prohrálo prusko-rakouskou válku. V poválečné situaci se koncem roku 1866 vídeňské politické kruhy a císařský dvůr rozhodly pro intenzivní jednání s představiteli uherských politických špiček; začal se rodit koncept dualistického řešení státoprávní krize monarchie (rakousko-uherské vyrovnání), tedy přetvoření mocnářství na volný svazek dvou států.
K odsouhlasení těchto zásadních státoprávních reforem bylo nutné jejich projednání mimořádnou Říšskou radou coby celostátním zákonodárným sborem. Říšská rada ovšem byla tehdy volena nepřímo, jako sbor delegátů jednotlivých zemských sněmů. Císař proto nechal vypsat v celé neuherské části monarchie zemské volby.

## Průběh a výsledky voleb
Volební systém do Českého zemského sněmu odpovídal parametrům, které zde nastavila již únorová ústava roku 1861. Voleno bylo 236 poslanců a to ve čtyřech skupinách: kurie venkovských obcí, skupina měst, skupina obchodních a živnostenských komor a kurie velkostatkářská, ve všech s omezeným volebním právem (volební cenzus). Na sněmu pak tyto čtyři volební skupiny tvořily tři kurie  (poslanci zvolení za skupinu měst a skupinu obchodních a živnostenských komor zasedali v společné kurii měst). Kromě nich na sněmu zasedalo pět nevolených virilistů, kteří mandát nabývali z titulu své funkce. Celkem tak měl sněm 241 poslanců.
Volby probíhaly 24. ledna v kurii venkovských obcí, 30. ledna v kurii měst, 4. a 5. února v kurii velkostatkářské.
Podle sociálního a profesního dělení bylo 90 etnicky českých poslanců zemského sněmu zvolených v kuriích venkovských obcí, měst a živnostenských a obchodních komor rozděleno následovně: 64 buržoazních a maloburžoazních vzdělanců (z toho 25 právníků, 8 lékařů a lékárníků, 5 vysokoškolských učitelů, 8 středoškolských učitelů, 8 vědců a novinářů, 4 katoličtí kněží, 2 státní úředníci a 4 samosprávní úředníci), 10 buržoazních podnikatelů (z toho 6 továrníků, 3 obchodníci a peněžníci a 1 manažer), 8 příslušníků maloburžoazie (z toho 8 blíže neurčených měšťanů), 6 příslušníků agrární buržoazie (z toho 4 rolníci či statkáři a 2 mlynáři) a 2 šlechtičtí velkostatkáři.
Volby skončily vítězstvím federalistických českých sil. Podobně dopadly i zemské volby na Moravě v lednu 1867. V kombinaci s dalšími politickými silami federalistického ražení (Slovinci, německorakouští konzervativci z alpských zemí, Poláci z Haliče apod.) existovala možnost, že nebude Říšská rada vůbec obeslána, nebo na ní budou převládat síly odmítající rakousko-uherské vyrovnání. Vláda následně oznámila, že nebude svolávat mimořádnou Říšskou radu, protože projekt rakousko-uherského vyrovnání je již hotov. Zemské sněmy měly pouze přikročit k volbě delegace na řádnou Říšskou radu (ovšem jen v neuherské, předlitavské, části monarchie), které by ústavní zákony související s vyrovnáním byly předloženy ke schválení. Český zemský sněm 25. února obeslání Říšské rady odmítl a označil ji za nezákonné shromáždění nějaké západní polovice říše, přičemž hlasování dopadlo poměrem 156 : 76 ve prospěch federalistů.
Za této situace se vídeňská vláda rozhodla ihned český i moravský sněm rozpustit a vypsat nové volby, které měly zlomit opoziční síly. Po několika týdnech se tak hlasování opakovalo. V lednu zvolený sněm měl rekordně krátké trvání, sešel se poprvé 18. února 1867 a naposledy jednal 27. února. Zemské volby v Čechách v březnu 1867 pak skutečně díky silovým přesunům v kurii velkostatkářské přinesly zvrat, kdy sněm ovládla ústavověrná, centralistická skupina a česká reprezentace se ocitla v menšině. 